# Galium geminiflorum
Galium geminiflorum är en måreväxtart som beskrevs av Richard Thomas. Lowe. Galium geminiflorum ingår i släktet måror, och familjen måreväxter. Inga underarter finns listade i Catalogue of Life.